# Alan Menken
Alan Irwin Menken (n. 22 iulie, 1949) este un compozitor și pianist american de muzică de film și teatru muzical.
Menken este cunoscut pentru compunerea muzicii pentru filme produse de Walt Disney Animation Studios. Muzica sa pentru filmele Mica sirenă, Frumoasa și bestia, Aladdin și Pocahontas i-au adus câte două premii Oscar. A mai compus muzica pentru filmele Cocoșatul de la Notre Dame, Hercules, O fermă trăznită, The Shaggy Dog, Magie în Manhattan și, cel mai recent, O poveste încâlcită. Menken a colaborat cu o serie de autori de versuri celebri precum Howard Ashman, Tim Rice, Stephen Schwartz, Glenn Slater și Judy Rothman.
Menken a câștigat opt premii Oscar (patru pentru coloană sonoră și patru pentru melodie) din 19 nominalizări, deținând astfel recordul pentru cele mai multe premii Oscar câștigate de o persoană în viață. De asemenea, a mai câștigat 7 Globuri de Aur din 16 nominalizări și 11 premii Grammy.

## Viața și cariera
Menken s-a născut în New York într-o familie de evrei ca fiu al lui Judith și Norman Menken, un dentist. A dezvoltat un interes pentru muzică de la o vârstă fragedă, studiind pianul și vioara. A studiat la New Rochelle High School din New Rochelle, New York. S-a înscris la colegiu cu intenția inițială de a deveni medic dar mai târziu și-a schimbat atenția pentru muzică, înscriindu-se la NYU Steinhardt. După colegiu s-a înscris la BMI Lehman Engel Musical Theater Workshop. A interpretat frecvent în cluburi locale și a lucrat ca și compozitor de jingle-uri și melodii precum și ca acompaniator.
La sfârșitul anilor 1970 Menken a compus câteva lucrări care însă nu au apucat să fie puse pe scenă. Prima sa lucrare profesională importantă a fost împreună cu Howard Ashman pentru piesa God Be With You, Mr. Rosewater, o adaptare după romanul lui Kurt Vonnegut. Lucrarea a fost bine primită dar a atins un succes și mai important în 1982 cu muzicalul Little Shop of Horrors, o nouă colaborare cu Ashman. Little Shop a fost adaptată într-un film de succes iar mai târziu a fost montată pe Broadway.
Activitatea sa în domeniul teatrului muzical a continuat și în anii următori. În 1987 a fost produsă în Philadelphia adaptarea muzicală după The Apprenticeship of Duddy Kravitz cu versuri scrise de David Spencer. În 1992 Teatrul WPA a produs lucrarea lui Menken Weird Romance, din nou cu versuri scrise de Spencer. Muzicalul lui Menken din 1994 bazat pe lucrarea lui Charles Dickens, Colind de Crăciun, a avut premiera la Paramount Theater din Madison Square Garden. Spectacolul a avut un succes important și încă este jucat anual de săbători. Menken a primit nominalizări la Premiile Tony pentru varianta de teatru muzical al filmului Frumoasa și bestia, care a avut premiera pe Broadway în 1994.
Totuși, Menken este cunoscut pentru munca sa din ultimele două decenii pentru Walt Disney Pictures, compunând muzica pentru numeroase filme, inclusv clasicele Mica sirenă, Frumoasa și bestia, Aladdin, Pocahontas, Cocoșatul de la Notre Dame și Hercules. Pentru patru din aceste filme Menken a primit câte două premii Oscar. Cu opt premii Oscar câștigate, doar Alfred Newman (nouă) și Walt Disney (22) au câștigat mai multe premii decât Menken. Este la egalitate cu costumiera Edith Head. A fost numit o Legendă Disney în 2001.
Versiunea pentru teatru muzical a filmului Mica sirenă a avut premiera pe Broadway în ianuarie 2008 iar în Europa și Olanda în iunie 2012. Sister Act the Musical a lui Menken a fost produsă la Londra în 2009 și a avut premiera pe Broadway în primăvara anului 2011. Pentru această lucrare Menken a fost nominalizat la Premiile Tony pentru cea mai bună coloană sonoră.
La 10 noiembrie 2010 Menken a primit steaua cu numărul 2.422 de pe Walk of Fame. În prezent lucrează la adaptările pentru scenă a filmelor Cocoșatul de la Notre Dame și Aladdin.

## Nominalizări și premii

### Premiile Oscar
- 1987 - Little Shop of Horrors (cea mai bună melodie, "Mean Green Mother from Outer Space", împreună cu Howard Ashman)
- 1990 - Mica sirenă
  - Cea mai bună coloană sonoră
  - Cea mai bună melodie ("Under the Sea", împreună cu Howard Ashman)
  - Cea mai bună melodie ("Kiss the Girl", împreună cu Howard Ashman)
- 1992 - Frumoasa și bestia
  - Cea mai bună coloană sonoră
  - Cea mai bună melodie ("Beauty and the Beast", împreună cu Howard Ashman)
  - Cea mai bună melodie ("Be Our Guest", împreună cu Howard Ashman)
  - Cea mai bună melodie ("Belle", împreună cu Howard Ashman)
- 1993 - Aladdin
  - Cea mai bună coloană sonoră
  - Cea mai bună melodie ("A Whole New World", împreună cu Tim Rice)
  - Cea mai bună melodie ("Friend Like Me", împreună cu Howard Ashman)
- 1996 - Pocahontas
  - Cea mai bună coloană sonoră
  - Cea mai bună melodie ("Colors of the Wind", împreună cu Stephen Schwartz)
- 1997 - Cocoșatul de la Notre Dame (Cea mai bună coloană sonoră)
- 1998 - Hercules (Cea mai bună melodie, "Go the Distance", împreună cu David Zippel)
- 2008 - Magie în Manhattan
  - Cea mai bună melodie ("Happy Working Song", împreună cu Stephen Schwartz)
  - Cea mai bună melodie ("So Close", împreună cu Stephen Schwartz)
  - Cea mai bună melodie ("That's How You Know, împreună cu Stephen Schwartz)
- 2011 - O poveste încâlcită (Cea mai bună melodie, "I See the Light", împreună cu Glenn Slater)

### Globurile de Aur
- 1990 - Mica sirenă
  - Cea mai bună coloană sonoră
  - Cea mai bună melodie ("Under the Sea", împreună cu Howard Ashman)
  - Cea mai bună melodie ("Kiss the Girl", împreună cu Howard Ashman)
- 1992 - Frumoasa și bestia
  - Cea mai bună coloană sonoră
  - Cea mai bună melodie ("Beauty and the Beast", împreună cu Howard Ashman)
  - Cea mai bună melodie ("Be Our Guest", împreună cu Howard Ashman)
- 1993 - Aladdin
  - Cea mai bună coloană sonoră
  - Cea mai bună melodie ("A Whole New World", împreună cu Tim Rice)
  - Cea mai bună melodie ("Friend Like Me", împreună cu Howard Ashman)
  - Cea mai bună melodie ("Prince Ali", împreună cu Howard Ashman)
- 1996 - Pocahontas
  - Cea mai bună melodie ("Colors of the Wind", împreună cu Stephen Schwartz)
  - Cea mai bună coloană sonoră
- 1997 - Cocoșatul de la Notre Dame (Cea mai bună coloană sonoră)
- 1998 - Hercules (Cea mai bună melodie, "Go the Distance", împreună cu David Zippel)
- 2008 - Magie în Manhattan (Cea mai bună melodie, "That's How You Know, împreună cu Stephen Schwartz)
- 2011 - O poveste încâlcită (Cea mai bună melodie, "I See the Light", împreună cu Glenn Slater)

### Premiile Grammy
11 premii, inclusiv Cea mai bună melodie a anului (1993)